# Kreuz Kaiserberg
Kreuz Kaiserberg is een knooppunt in de Duitse deelstaat Noordrijn-Westfalen.
Hier kruist de A3/E35 vanuit Emmerik naar Keulen de A40/E34 Venlo-Dortmund.
Het spaghettiknooppunt is genoemd naar de heuvel Kaiserberg in de wijk Duissern van Duisburg, de heuvel waar het knooppunt ten oosten van ligt. Het knooppunt ligt op de stadsgrens met Mülheim an der Ruhr. Het werd in gebruik genomen in oktober 1966 met uitbreidingen aangelegd in 1969 en 1974.

## Naamgeving
Het knooppunt is genoemd naar de 75 meter hoge Kaiserberg die ten westen van het knooppunt ligt.

## Geografie
Het knooppunt ligt in de stad Duisburg. Ten westen van het knooppunt ligt het stadsdeel Duissern en ten zuiden van het knooppunt ligt de Zoo Duisburg. Ten noorden van stroomt de Ruhr en ligt de haven van Duisburg. Nabijgelegen steden zijn Mülheim an der Ruhr en Oberhausen. Het knooppunt ligt ongeveer 3 km ten oosten van het centrum van Duisburg.

## Geschiedenis
De bouw van het knooppunt begon in het begin van de jaren 60 van de 20e eeuw. Het eerste deel werd geopend in 1966, tussen april en juni 1969 werd het oostelijk deel in gedeeltes opgeleverd en was de Ruhrschnellweg (voorheen B 60) geheel open voor het verkeer. In 1974 werd de A40 vanaf Kreuz Duisburg aangesloten en was het knooppunt helemaal gereed.
Tot april 1992 was de A40 ten oosten van Kreuz Kaiserberg genummerd als A430 en ten westen van het knooppunt als A2. De A2 en de A3 liepen tot dat moment samen naar het noorden richting het Kreuz Oberhausen. Ook tot 1992 heette het knooppunt officieel "Kreuz Duisburg-Kaiserberg", maar toen werd het hernoemd in "Kreuz Kaiserberg" om verwarring met het de net ten oosten van het knooppunt liggende afrit "Duisburg-Kaiserberg" te vermijden.
Op 18 juli 2010 werd de A40 over een lengte van een 60 km tussen Dortmund en Duisburg afgesloten vanwege het Ruhr.2010 Europese cultuurhoofdstad project "Still-Leben" ("Stil leven"). Als onderdeel van het evenement verzamelden enkele honderdduizenden mensen zich bij Kreuz Kaiserberg om Ruhr.2010 te vieren. In het midden van het knooppunt stond een kunstwerk te ere van Ruhr 2010 van Rita McBride, een Duits-Amerikaans kunstenares, dat was gebaseerd op de Delicate Arch in Utah VS. Het evenement werd omschreven als de mooiste file die er ooit was geweest bij Kreuz Kaiserberg. Dit was de eerste keer sinds 1973 dat er mensen zonder auto toegelaten werden op het knooppunt, zonder een gevaar te vormen voor het verkeer.

## Configuratie

### Knooppunt
Het knooppunt is gebouwd als een spaghettiknooppunt. De wegen kruisen in een dusdanig kleine hoek dat de brug naast de aansluitingen ligt.

### Rijstroken
Nabij het knooppunt heeft de A3 2×3 rijstroken maar bij het knooppunt telt de A3 2×2 rijstroken. Vanaf 2014 is de A40 tussen Kreuz Duisburg en Kreuz Kaiserberg in de richting Essen verbreed naar 4 rijstroken zonder een vluchtstrook. Het wegdeel de andere kant op is voor verbreding naar vier rijstroken ingeschaald als hoog urgent. Richting Essen heeft de A40 reeds 2×4 rijstroken.

## Verkeersintensiteiten
Dagelijks passeren ongeveer 205.000 voertuigen het knooppunt.
| Van                        | Naar                          | Gemiddeld aantal voertuigen per dag | Percentage vrachtverkeer |
| -------------------------- | ----------------------------- | ----------------------------------- | ------------------------ |
| AS Oberhausen-Lirich (A 3) | AK Kaiserberg                 | 126.800                             | 13,1 %                   |
| AK Kaiserberg              | AS Duisburg-Wedau (A 3)       | 097.600                             | 11,3 %                   |
| AK Duisburg (A 40)         | AK Kaiserberg                 | 101.300                             | 12,8 %                   |
| AK Kaiserberg              | AS Duisburg-Kaiserberg (A 40) | 085.300                             | 08,3 %                   |

Het gedeelte van de A40/A44 tussen Kreuz Kaiserberg en Kreuz Werl is het drukste en meest filegevoelige stuk weg van Duitsland. Daarom zal het gehele traject verbreed worden naar 2×3 rijstroken. Het gedeelte ven de B1 door Dortmund zal dan opgewaardeerd worden naar A40.

## Richtingen knooppunt
| Aansluitende wegen                | Aansluitende wegen                                       | Aansluitende wegen                          | Aansluitende wegen | Aansluitende wegen |
| --------------------------------- | -------------------------------------------------------- | ------------------------------------------- | ------------------ | ------------------ |
|                                   |                                                          | richting Oberhausen / Arnhem / Hannover     |                    |                    |
|                                   |                                                          |                                             |                    |                    |
| richting Duisburg / Moers / Venlo | richting Duisburg-Kaiserberg Mülheim an der Ruhr / Essen |                                             |                    |                    |
|                                   |                                                          |                                             |                    |                    |
|                                   |                                                          | richting Duisburg-Wedau Düsseldorf / Keulen |                    |                    |